# Dicrurus modestus
El drongo modesto (Dicrurus modestus) es una especie de ave paseriforme de la familia Dicruridae.

## Descripción
El drongo modesto mide unos 23 cm de largo, es ligeramente más pequeño que el drongo ahorquillado que habita en la misma región. Es difícil distinguirlos entre sí. El drongo modesto se diferencia por tener una cola muy brillante y preferir hábitats diferentes.

## Distribución y hábitat
Se encuentra desde el sur de Nigeria hasta Kenia y Príncipe.
Su hábitat natural son los bosques húmedos tropicales de tierras bajas.

## Subespecies
Se reconocen las siguientes:
- D. m. coracinus Verreaux, J y Verreaux, E, 1851 - sur de Nigeria hasta Kenia, centro de DR Congo y noroeste de Angola
- D. m. modestus Hartlaub, 1849 - isla Príncipe